# Black Hole Router
Als Black-Hole-Router wird ein Router bezeichnet, der IP-Pakete, die zum Weiterversand fragmentiert werden müssten, ohne Rückmeldung verwirft.
Das Internet Protocol ist so ausgelegt, dass es über verschiedene Protokolle der Sicherungsschicht (Layer 2 im OSI-Modell) transportiert werden kann. Dies können beispielsweise Ethernet, WLAN oder Frame Relay sein. Jedes dieser Protokolle hat eine bestimmte maximale Paketgröße, nämlich die Maximum Transmission Unit (MTU). Sollen Daten von einem Schicht-2-Protokoll über ein anderes Schicht-2-Protokoll weiter übertragen werden, dessen maximal erlaubte Paketgröße kleiner ist, so ist eine Zerlegung (Fragmentierung) der IP-Pakete in verarbeitbare Paketgrößen notwendig.
Die Fragmentierung wirkt sich nachteilig auf die Leistung der Empfänger aus, da sie deren Prozessor- und Arbeitsspeicher-Ressourcen beansprucht. Aus diesem Grund kann bei TCP-Daten das DF-Flag (DF: Don’t fragment – nicht fragmentieren) auf den Wert 1 gesetzt werden, was dem Router signalisiert, keine Zerlegung des Paketes vorzunehmen.
Ein Router, der ein IP-Paket vermitteln soll, das zerlegt werden müsste, aufgrund des DF-Flags aber nicht zerlegt werden darf, kann dem Sender nach RFC 792 oder RFC 1191 mit der ICMP-Nachricht Destination Unreachable-Fragmentation Needed and DF Set antworten. Ein Router, der keine Antwort schickt, sondern das Paket stillschweigend verwirft, wird Black-Hole-Router genannt.